# Nor'easter
"Nor'easter" es el tercer episodio de la segunda temporada de la serie de antología de terror American Horror Story, que se emitió por la cadena FX el 31 de octubre de 2012. Fue escrito por Jennifer Salt y dirigido por Michael Uppendahl.
Nor'easter fue nominado para un Premio Primetime Emmy por Mejor Edición de Monocámara para una miniserie o una película.
El episodio se enfoca en el intento del personal del asilo por mantener el orden cuando una fuerte tormenta golpea el área, permitiendo que algunos pacientes intenten otro escape.
El episodio se emitió originalmente dos días después de que el Huracán Sandy azotara Estados Unidos.

## Trama

### 2012
Bloody Face se mete en la celda donde Teresa se refugia. Leo se pone de pie para atacarlo, logrando apuñalar a Bloody Face en el pecho. Teresa luego se asegura de que esté muerto. Mientras escapan, se encuentran con un segundo Bloody Face y luego con un tercero que aparece detrás de ellos, este último mata a Leo disparándole a la cabeza y luego hiere a Teresa en el pecho. Los dos Bloody Face se quitan las máscaras para revelar que son hermanos, llamados Devon y Cooper, y que era su amigo Joey el que fue asesinado por los recién casados. Mientras se preguntan qué o quién podría haber cortado el brazo de Leo, se sorprenden por la entrada de un cuarto y desconocido Bloody Face.

### 1964
La Hermana Mary Eunice le lleva el correo a la Hermana Jude, incluido un periódico con fecha de 1949 que hace referencia a la desaparición de residente de Framingham llamada Missy Stone, cuando ve la fotografía, Jude la reconoce como la joven que ella misma no ayudó después de atropellarla hace 15 años. Hasta el punto de la paranoia, Jude está amasando pan cuando el Dr. Thredson le pregunta sobre la autopsia de Jed, y ella comienza a acusarlo de plantar el periódico y le da dos semanas de aviso para que limpie su oficina.
El Dr. Arden está tratando de examinar el microchip del cuello de Kit, que se vuelve a ensamblar.
La hermana Mary Eunice informa a los residentes de la próxima tormenta y los planes para consolarlos con una muestra de la película El signo de la cruz de Cecil B. DeMille. Mary Eunice parece burlarse de la hermana Jude con vino de comunión y lápiz labial que ella atribuye al Dr. Arden. Una paciente mexicana, habiendo reconocido el cambio en la Hermana Mary Eunice, está rezando en su celda cuando la monja entra y le pide que se arrodille para rezar, luego la apuñala con unas tijeras antes de llevarla al bosque como cena para las criaturas del Dr. Arden.
Mary Eunice se reúne con Arden, diciéndole que las criaturas tienen más hambre y se pregunta qué pasará cuando llegue el invierno. Ella se burla de él con respecto a su deseo por ella y hace avances vulgares y él la echa de la habitación.
Lana solicita la ayuda del Dr. Thredson para pasar un mensaje a Wendy. Él acepta, deseando la oportunidad de burlar la autoridad de la hermana Jude.
Grace y Shelley discuten otro intento de escape. Shelley quiere huir a París, alegando que ahí son más liberados y tolerantes sexualmente.
La Hermana Jude confronta al Dr. Arden por el labial prohibido. Arden admite admirar la pureza e inocencia de la Hermana Mary Eunice, pero cree que la corrompieron pacientes como Shelley. La hermana Jude no está de acuerdo, afirmando que es cosa de Arden y nuevamente hace acusaciones paranoicas sobre un intento de usurparla. Ella se va a rezar a su oficina y suena el teléfono. Oye la voz de Missy hablándole desde más allá de la tumba. Jude se disculpa, y al ver las gafas rotas de la niña en el escritorio comienza a llorar. Ella rompe su sobriedad probando el vino de la comunión y sale de su oficina completamente borracha para comenzar la película para los residentes. Un guardia informa a la hermana Mary Eunice que la paciente mexicana no se encuentra en su celda. La hermana Jude presenta la "primera noche inaugural" de la película. Ella trata de calmar a los residentes asustados por la tormenta, pero está claramente en estado de ebriedad y llora mientras recita "Nunca caminarás solo" de Rodgers y Hammerstein. Ella va a buscar a la paciente desaparecida.
Thredson le dice a Lana que cuando fue a casa de Wendy, encontró que su puerta estaba abierta y que Wendy estaba ausente. Expresa preocupación porque la desaparición de Wendy es obra de Bloody Face, a pesar de la insistencia de la policía de que tienen a su hombre. Grace y Shelley, con la incorporación de Kit, aprovechan la oportunidad para intentar escapar. Lana intenta seguirlos, pero después de su traición en el primer intento, primero debe convencer a Grace y a los demás para que la acepten. Shelley se sacrifica, dejándose atrapar, para distraer a los guardias mientras Grace, Lana y Kit escapan.
Shelley deja inconsciente al guardia Carl pero, mientras intenta alcanzar al resto, desafortunadamente se encuentra con Arden. Al mismo tiempo, la hermana Jude se encuentra cara a cara con uno de los alienígenas que Kit afirma haber visto.
Los fugitivos no pueden esperar más y dejan a Shelley atrás, saliendo a la tormenta. El Dr. Thredson nota su ausencia mientras la hermana Mary Eunice está cautivada por la película, ansiosa por que los cristianos sean comidos.
Shelly es llevada por Arden a su oficina, donde trata de violarla. Ella comienza a reírse de su inesperadamente pequeño pene, y Arden la golpea en la cabeza dejándola inconsciente.
Los fugitivos encuentran a la mexicana siendo comida por las criaturas mutantes del bosque, y son perseguidos por ellos de regreso al túnel.
La Hermana Mary Eunice despierta a la Hermana Jude y le cuenta de la fuga. La Hermana Jude pone fin a la noche de cine y a todos los demás privilegios futuros debido a los tres fugitivos (quienes cree erróneamente que son Shelley, la mexicana y Pepper) y no nota que Lana, Grace y Kit están sentados en sus asientos completamente empapados y con lodo en sus zapatos.
Shelley se despierta sobre la mesa de Arden y descubre que todos los demás creen que ella escapó y que Arden le ha amputado las piernas por encima de la rodilla.

## Producción
En una entrevista de noviembre de 2012 con Entertainment Weekly, el creador de la serie Ryan Murphy habló sobre varios temas de episodios. Sobre el momento de la fecha de emisión del episodio con la llegada del Huracán Sandy, dijo: "Es muy extraño y algo triste. Escribimos este guión, creo que en junio. Lo basamos en varias tormentas del noreste que, en los años 50 y 60, golpearon la Costa Este, obviamente no es tan severo como el que acaba de golpear. Es muy espeluznante"." Sobre la actuación de Jessica Lange, dijo: "Ella nunca interpretó a un borracha en su carrera, así que está haciendo este gran monólogo borracha que tiene tanto comedia como tragedia a veces en un solo minuto y creo que simplemente la mató. Creo que es realmente brillante y trágico y contiene mi frase favorita que ella ha dicho, que es 'Charles Laughton es un gran maricón'. Pensé que fue realmente brillante. Jessica Lange hablando de Charles Laughton es simplemente genial. Sé que fue muy desafiante y lo pasó muy bien haciéndolo. No fue nada más que una clase magistral de actuación".

## Recepción
Nor'easter fue visto por 2.47 millones de televidentes, recibiendo una calificación adulta 18-49 de 1.5, el números más alto para la televisión por cable de la noche.
Rotten Tomatoes informa una calificación de aprobación del 91%, basada en 11 revisiones. El consenso crítico dice: "Nor'easter intensifica el enfoque en la trama, al tiempo que mantiene su característica marcada y aterradora emoción". Emily VanDerWerff de The A.V. Club le dio al episodio una calificación de B, afirmando, "Nor'easter es el episodio más débil de la temporada hasta ahora, pero también tiene una mierda más que suficiente para mantenerme entretenido". Amy Amatangelo de Paste le otorgó una calificación de 6.5 de 10, y dijo: "American Horror Story: Asylum es una serie completamente descabellada. Esto lo sabemos. Pero incluso cuando acepto esta premisa, el drama todavía me lleva al límite con su total ridiculez. Todo fue completamente exagerado en Nor'easter".